# 玛格丽特桥

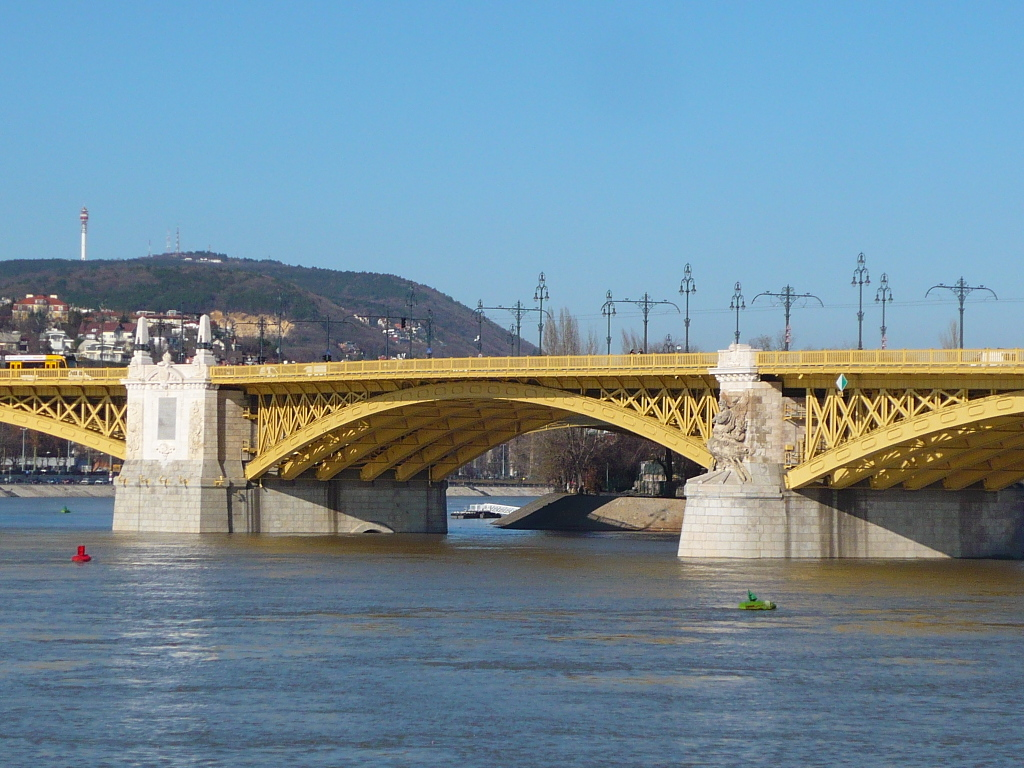
玛格丽特桥

玛格丽特桥（匈牙利語：Margit híd），是匈牙利布达佩斯的一座大桥，跨多瑙河，连接两岸的布达和佩斯。这座桥位于布达佩斯市中心的北部，长637.5米、宽25米，也是该市的第二座大桥。
玛格丽特桥的设计师是法国工程师Ernest Goüin，并由他的公司建造于1872年至1876年之间。玛格丽特桥是布达佩斯的第二座永久性桥梁，仅次于塞切尼链桥。这座桥分为两部分，呈165度夹角，中间伸出一条小桥通往玛格丽特岛（由于缺乏资金，直到20年后才建造）。
其两端分别是：
- 亚索伊马里广场：大环路的北端
- Germanus Gyula 公园：圣安德烈郊区线车站，附近的卢卡奇浴场和基拉伊浴场